# Récia (gens)
Récia (em latim: Raecia, pl. Raecii), também escrita como Rácia, era uma família plebeia menor na Roma antiga. Os membros desta gens são mencionados pela primeira vez na época da Segunda Guerra Púnica. Um membro ilustre foi Marco Récio, que foi pretor em 170 a.C. Porém, depois disso a família caiu na obscuridade até os tempos imperiais. 

## Origem
O nome Récio parece ser de origem osca, indicando que os Récios eram provavelmente descendentes de um dos povos de língua osca do centro-sul da Itália, como os sabinos ou os samnitas.  O nome Racília pode ter sido derivado de Récia, usando o sufixo diminutivo comum -ilius. 

## Ramos e cognomina
Nenhum dos Récios que aparecem na história durante a República tinha qualquer cognome, mas os Récios dos tempos imperiais usavam uma variedade de sobrenomes da plebe. Os cognomes mais usados eram derivados de nomes de objetos ou animais domesticados como Touro, Galo (galo), Leão (leão).   O cognome Rufo (ruivo), geralmente era concedido a alguém com cabelos ruivos,  enquanto Constante indicava alguém firme ou fiel.

## Membros
- Marco Récio foi um dos dois embaixadores enviados a Massília em 208 a.C., a fim de reunir informações sobre Asdrúbal, que invadiu a Itália na primavera seguinte. [8] [9]
- Marco Récio, pretor em 170 a.C., durante a Terceira Guerra Macedônica, recrutou soldados ao longo das províncias do mar Adriático e exigiu que todos os senadores retornassem a Roma em antecipação aos comícios. [10] [11]
- Marco Récio Tauro, um dos irmãos arvais durante o governo de Nero. [12] [13]
- Marco Récio Galo, cônsul sufecto em 84 d.C, um dos Récios da época do império que pode ser identificado com o cognome Galo. O historiador Ronald Syme concluiu que o cônsul era mais provável de ser identificado como Públio Glício Galo. [i] [14] [15]
- Caio Récio Rufo, senador em 173 d.C., mencionado em uma inscrição de Arba, na Dalmácia, como o patrono de Caio Récio Leão. [16] [13]
- Caio Récio Leão, cliente do senador Caio Récio Rufo. [16]
- Rácio ou Récio Constante, governador da Sardenha durante o reinado de Sétimo Severo, foi condenado à morte por ordem do imperador, como um dos que teriam derrubado estátuas de Caio Fúlvio Plauciano, o prefeito pretoriano. [17] [13]